# Кривавий діамант
Це сторінка про фільм, стаття про термін — Криваві алмази
«Кривавий діамант» (англ. «Blood Diamond») — пригодницька драма 2006 року режисера Едварда Цвіка. Головні ролі у фільмі виконали Леонардо Ді Капріо, Джимон Гонсу, Дженніфер Коннеллі.

## Сюжет
Дія фільму розгортається на тлі громадянської війни і хаосу 1990-х у Сьєрра-Леоне. Герой Леонардо ДіКапріо — Дені Арчер — досвідчений авантюрист, що займається контрабандою діамантів із Сьєра-Леон до Європи. Однак одного разу йому не щастить і він потрапив за ґрати у Ліберії, де знайомиться із рибалкою, котрий заховав на волі великий діамант під час рабської праці в діамантовій копальні. В обмін на коштовність Арчер має попіклуватися про численну родину рибалки, якій загрожує смертельна небезпека. У компанії з американською журналісткою Меді Боуен та рибалкою Арчер вирушає на пошуки діаманту, який має надзвичайно специфічні властивості.

## В ролях
- Леонардо Ді Капріо — Дені Арчер
- Джимон Гонсу — Соломон Ванді
- Дженніфер Коннеллі — Меді Боуен
- Карузо Кайперс — Діа Ванді
- Бену Мабена — Джесі Ванді
- Девід Гервуд — капітан "Пойзон"
- Арнольд Вослу — полковник Кетці
- Майкл Шин — Руперт Сіммонс

## Саундтрек
Саундтрек до фільму під назвою «Blood Diamond» був створений композитором Джеймсом Говардом.
1. Blood Diamond Titles  (1:32)
2. Crossing the Bridge  (1:41)
3. Village Attack  (1:52)
4. RUF Kidnaps Dia  (3:02)
5. Archer & Solomon Hike  (1:55)
6. Maddy & Archer  (1:56)
7. Solomon Finds Family  (2:09)
8. Fall of Freetown  (4:45)
9. Did You Bury It?  (1:36)
10. Archer Sells Diamond  (1:40)
11. Goodbyes  (2:40)
12. Your Son is Gone  (1:21)
13. Diamond Mine Bombed  (4:31)
14. Solomon's Helping Hand  (1:11)
15. G8 Conference  (2:36)
16. Solomon & Archer Escape  (2:12)
17. I Can Carry You  (1:30)
18. Your Mother Loves You  (2:24)
19. Thought I'd Never Call?  (3:56)
20. London  (2:38)
21. Solomon Vandy  (2:11)
22. Ankala  (4:12)
23. Baai  (4:37)
24. When Da Dawgs Come Out to Play (Album Version)  (3:19)

## Касові збори
Під час показу в Україні, що розпочався 1 лютого 2007 року, протягом перших вихідних фільм зібрав $39,228 і посів 5 місце в кінопрокаті того тижня. Фільм опустився на восьму сходинку українського кінопрокату наступного тижня і зібрав за ті вихідні ще $9,818. Загалом фільм в кінопрокаті України пробув 2 тижні і зібрав $180,357, посівши 73 місце серед найбільш касових фільмів 2007 року.